# À louer
Pour plus de détails, voir Fiche technique et Distribution.
À louer (Para entrar a vivir ou La puerta del espanto (La porte de l'enfer) en version originale) est un téléfilm thriller-horreur espagnol réalisé par Jaume Balagueró.

## Synopsis
Clara (Macarena Gómez) et Mario (Adrià Collado) est un jeune couple qui attend un fils. Tous deux cherchent un appartement plus spacieux pour que leur bébé soit à son aise. Tout commence quand une agente immobilière (Nuria González) convainc le couple de visiter un appartement dans une banlieue. Une fois là-bas, Clara et Mario ne sont pas contents du résultat. L'immeuble est très vieux, en très mauvais état. En plus il est dans une banlieue abandonnée ! Pas du tout intéressés, ils décident de partir. Mais l'agente immobilière en réalité est folle… elle enferme le couple et garde déjà d'autres personnes séquestrées dans certains appartements. Après avoir tenté de s'échapper à plusieurs reprises, sans succès, Clara découvre que l'agente immobilière séquestre son fils qui est encore plus fou qu'elle. Le mari de Clara est moribond, elle se retrouve seule livrée à elle-même enfermée et attachée. Quelques jours après, Clara entend un autre couple qui visite l'immeuble avec l'agente immobilière…

## Tournage
Le film a été tourné à Esplugues, Llobregat à Barcelone. Il fait partie de la gamme de films d'horreur en Espagne, Scary Stories « Películas para no dormir » (Films qui vous tiennent éveillés).

## Distribution
- Macarena Gómez
- Nuria González
- Adrià Collado
- Ruth Díaz

## Fiche technique
- Titre français : À louer
- Titre original : Para entrar a vivir
- Réalisation : Jaume Balagueró
- Production : Álvaro Augustín, Julio Fernández
- Musique : Roque Baños
- Photographie : Pablo Rosso
- Montage : Frank Gutiérrez
- Pays d'origine :  Espagne
- Tournage :
  - Langues : anglais, français, espagnol
- Société de production et de distribution : Filmax
- Genre : thriller-horreur
- Durée : 1 heure 08 min
- Dates de sortie : 
  -  Espagne : mars 2006 (sorti au cinéma et en DVD)
  -  France : 2007 (uniquement sorti en DVD)
  -  Royaume-Uni : 2007 (uniquement sorti en DVD)
- Film interdit aux moins de 12 ans.